# Гетероцисти
Гетероцисти (однина — «гетероциста») — клітини, що спеціалізуються на фіксації азоту, які формуються деякими нитчастими ціанобактеріями, наприклад Nostoc punctiforme, Cylindrospermum stagnale і Anabaena sperica протягом азотного голодування. Вони фіксують азот з газоподібної форми (N2) в повітрі, використовуючи фермент нітрогеназу, для того, щоб забезпечити клітини в нитці азотом для біосинтезу. Нітрогеназа інактивується киснем, тому гетероциста повинна створити анаеробне оточення. Структура гетероцисти унікальна, а її фізіологія вимагає глобальної зміни експресії генів. Наприклад, гетероцисти:
- формують три додаткові клітинні стінки, зокрема, одну з гліколіпідів, яка створює гідрофобний бар'єр для кисню[джерело?]
- виробляють нітрогеназу та інші білки, залучені до фіксації азоту
- не формують фотосистему II типу, яка виробляє кисень
- збільшують експресію гліколітичних ферментів, які витрачають кисень і забезпечують енергію для нітрогенази
- виробляють білки, які зв'язують будь-який залишковий кисень

Ціанобактерії зазвичай отримують фіксований вуглець (вуглеводи) за допомогою фотосинтезу. Відсутність фотосистеми II типу запобігає гетероцистам синтезувати вуглеводи, тому вегетативні клітини повинні забезпечувати їх живильними речовинами, частіше у формі сахарози. Фіксовані вуглець і азот обмінюються через канали (мікроплазмодесми) між оклітинами в нитці. Гетероцисти підтримують фотосистему I типу, яка дозволяє їм виробляти АТФ за допомогою циклічного фосфорилювання.
Одна гетероциста розвивається приблизно на кожні 9-15 клітин уздовж нитки. Інтервал між гетероцистами залишається відносно постійним, коли клітини в нитці діляться. Бактеріальна нитка може розглядатися як багатоклітинний організм з двома, чітко розділеними типами клітин. Така поведінка незвичайна у прокаріотів і, можливо, була першим прикладом багатоклітинного організму протягом еволюції. Як тільки гетероциста сформована, вона більше не може повернутися до стану вегетативної клітини, тому така диференціація може розглядатись як аналог диференції у багатоклітинних еукаріот. Певні гетероцист-формуючі бактерії можуть диференціюватися в спороподібні клітини, що називаються акінетами (звичайно розташовані навколо гетероцисти), або рухомі клітини, які звуться гормогоніями, що робить ці організми фенотипово найрізноманітнішими серед усіх прокаріотів.
Вважається, що механізм управління гетероцистами залучає дифузію ігнібітора диференціації, білка PatS. Утворення гетероцист не відбувається при наявності фіксованого джерела азоту, наприклад амонію або нітрату. Підтримка гетероцист залежить від ферменту HetN. Бактерії також можуть вступати до симбіотичних відношень з певними рослинами. У таких взаємовідношеннях бактерії відповідають не на відсутність азоту, але на сигнали, створені рослинами. До 60% клітин таких симбіонтів можуть стати гетероцистами, забезпечуючи рослину фіксованим азотом у відповідь на фіксований вуглець.
Ціанобактерії, які формують гетероцисти, належать до рядів Nostocales і Stigonematales, які формують прості і розгалужені нитки відповідно. Здається, що разом вони формують монофілетичну групу з дуже низькою мінливістю генів.